# Sheybān
Sheybān (persiska: شیبان) är en ort i Iran.   Den ligger i provinsen Khuzestan, i den centrala delen av landet, 500 km söder om huvudstaden Teheran. Sheybān ligger 22 meter över havet och antalet invånare är 23 211.
Terrängen runt Sheybān är mycket platt. Runt Sheybān är det ganska tätbefolkat, med 144 invånare per kvadratkilometer. Närmaste större samhälle är Ahvaz, 14,4 km sydväst om Sheybān. Trakten runt Sheybān är ofruktbar med lite eller ingen växtlighet.